# ジェシー・バー
ジェシー・バー（Jesse "The Bulldog" Barr、本名：Ferrin Barr, Jr. 、1959年4月14日 - ）は、アメリカ合衆国の元プロレスラー。オレゴン州ポートランド出身。
WWFにおけるカウボーイ・ギミックのヒール、ジミー・ジャック・ファンク（Jimmy Jack Funk / J.J. Funk）のリングネームでも知られる。
オレゴンおよびワシントン地区のレフェリーとしても活動した父親のサンディ・バー、メキシコのAAAにてラブ・マシーンのリングネームで活躍した実弟のアート・バーも元プロレスラーである。

## 来歴
1980年4月、父親のサンディ・バーも主戦場としていた太平洋岸北西部のPNW（Pacific Northwest Wrestling）にてデビュー後、テキサスやテネシーなどアメリカ南部を転戦。1982年11月15日にはテネシー州メンフィスのCWAにて、ダッチ・マンテルを破りミッドアメリカ・ヘビー級王座を獲得している。
1984年よりフロリダ地区にて若手のヒールとして頭角を現し、NWAフロリダ・ヘビー級王座を巡りスコット・マギーやブライアン・ブレアーと抗争。1985年4月16日にはリック・ルードと組んでジェイ&マーク・ヤングブラッドからUSタッグ王座を奪取した。同年11月、ハーリー・レイスのパートナーに起用されて全日本プロレスの世界最強タッグ決定リーグ戦に初来日。帰国後もフロリダを主戦場に、1986年1月15日に新人時代のレックス・ルガーから南部ヘビー級王座を獲得している。
1986年4月、負傷したテリー・ファンクに代わるホス・ファンクの新パートナーとして、ジミー・ジャック・ファンクのリングネームでWWFに登場。CWA以来の間柄でもあるジミー・ハートをマネージャーに迎え、ローン・レンジャー風の覆面をつけたカウボーイ・スタイルのラフファイターに変身し、ファンク・ファミリーの末弟を名乗った。ホスとのコンビでは、ダイナマイト・キッド&デイビーボーイ・スミスのブリティッシュ・ブルドッグスが保持していたWWF世界タッグ王座に再三挑戦。同年8月28日にカナダのトロントで開催された『ザ・ビッグ・イベント』では、オープニング・マッチでジム・ブランゼル&ブライアン・ブレアーのキラー・ビーズと対戦している。ホスの離脱後はシングルプレイヤーとなってジョバーを務め、1987年1月3日放送（1986年12月14日収録）の『サタデー・ナイト・メイン・イベント』ではブラックジャック・マリガンとのカウボーイ対決も行われた。
WWF退団後もジミー・ジャック・ファンクの名義を用い、古巣のCWAにてジェリー・ローラーやジェフ・ジャレットと抗争、1987年11月2日にはジャレットを下してミッドアメリカ・ヘビー級王座に返り咲いている。1988年5月には全日本プロレスにもジミー・ジャック・ファンクとして再来日、タイガー・ジェット・シンのパートナーとなって狂乱ファイトを演じた。帰国後はフリッツ・フォン・エリックが主宰していたテキサス州ダラスのWCCW（WCWA）に参戦して、同じカウボーイ・ギミックのワイルド・ビル・アーウィンと抗争。1989年からはマネージャーのスカンドル・アクバとの仲間割れを機にベビーフェイスに転向、ケビン&ケリー・フォン・エリックやクリス・アダムスと共闘して、サムゥ&ファトゥのサモアン・スワット・チームやケンドー・ナガサキ&スーパー・ブラック・ニンジャ、アイスマン・パーソンズ&ブリックハウス・ブラウンなどと抗争した。
1990年にWCCWが活動を停止するとデビュー地のPNWに復帰し、リングネームをジェシー・バーに戻して弟のアート・バーとのタッグで活躍。1992年1月19日にはブルーズ・ブラザーズ（ロン・ハリス&ドン・ハリス）を破り、パシフィック・ノースウエスト・タッグ王座を獲得した。同年8月、PNWの後継団体であるCWUSA（Championship Wrestling U.S.A. ）を父親のサンディ・バーと共に設立。同時期に剛竜馬が旗揚げした日本のオリエンタルプロレスと提携して、剛のタッグパートナーとして度々来日した。1993年11月には、鶴見五郎が主宰していたIWA格闘志塾の興行にも剛と組んで出場、当時保持していたCWUSAインターナショナル・タッグ王座の防衛戦を行っている。
CWUSAにはビリー・ジャック・ヘインズやカーネル・デビアーズなどPNWの残党メンバーのほか、アート・バーが主戦場としていたAAAとの提携ルートにより、チャボ・ゲレロ・シニア、エディ・ゲレロ、コナン、レイ・ミステリオ・ジュニアなども参戦し、1997年6月まで活動を続けた。

## 得意技
- フロント・スープレックス
- ブルドッギング・ヘッドロック
- パワースラム
- フィスト・ドロップ

## 獲得タイトル
チャンピオンシップ・レスリング・フロム・フロリダ
- NWAフロリダ・ヘビー級王座：2回[6]
- NWA南部ヘビー級王座（フロリダ版）：1回[9]
- NWA USタッグ王座（フロリダ版）：1回（w / リック・ルード）[7]

コンチネンタル・レスリング・アソシエーション
- ミッドアメリカ・ヘビー級王座：2回[5]

ワールド・クラス・レスリング・アソシエーション
- WCWAテキサス・タッグ王座：1回（w / ハリウッド・ジョン・テータム）[20]

パシフィック・ノースウエスト・レスリング
- NWAパシフィック・ノースウエスト・タッグ王座：2回（w / スティーブ・ドール、アート・バー）[16]

チャンピオンシップ・レスリング・USA
- CWUSAインターナショナル・タッグ王座：2回（w / 剛竜馬）[21]